# Museo de la escultura de Copán
El Museo de la escultura de Copán es un museo arqueológico situado en el sitio de Copán, próximo a Copán Ruinas, en Honduras. El museo es una iniciativa de la Asociación Copán y fue diseñado por la arquitecta hondureña Ángela Stassano.

## Historia
En 1990, la Asociación Copán realizó un concurso público para diseñar un museo que preservara el legado de los mayas en el sitio arqueológico de Copán. El diseño ganador fue adjudicado a la arquitecta hondureña Ángela Stassano, cuya construcción lideró entre 1992 y 1994.
El museo es un espacio semienterrado, con cuatro columnas centrales que soportan el techo de 15 metros de altura y una pantalla solar interna. El ingreso se realiza a través de una simbólica boca de una serpiente en un túnel bajo tierra de 50 metros de largo. En su espacio central se incluye una réplica completa del Templo de Rosalila en el interior del Templo 16.